# Alejandra de la Guerra
Alejandra de la Guerra (14 de fevereiro de 1968) é uma ex-jogadora de voleibol do Peru que competiu nos Jogos Olímpicos de 1988.
Em 1988, ela fez parte da equipe peruana que conquistou a medalha de prata no torneio olímpico, no qual atuou em cinco partidas.